# Maria Ana Francisca av Portugal
Maria Ana Francisca av Portugal, född 1736, död 1813, var en portugisisk prinsessa. Hon var dotter till Josef I av Portugal och Mariana Victoria av Spanien. 
Hon fick liksom sina systrar den bildning som ansågs lämplig för kvinnor under denna tid, med ett fokus på dels religion, och dels på sällskapstalanger som målning, konst och musik. Hon närvarade med sina systrar vid faderns tronbestigning 1750, och vid sin syster tronföljarens bröllop med deras farbror 1760. 
Hon gifte sig aldrig. Hon föreslogs gifta sig med kronprins Ludvig av Frankrike, men hennes mor, som tidigare hade varit förlovad med Ludvigs far, vägrade ge sitt tillstånd. Hon utvecklade sina intressen i musik och måleri. Hon engagerade sig å återuppbyggnaden av den berömda klosterskolan Convento do Desagravo do Santíssimo Sacramento i Lissabon, som hade förstörts i jordbävningen 1757, och kunde återinviga den 1783. 
År 1807 följde hon resten av kungafamiljen på deras flykt till Brasilien, där hon avled. I Brasilien bodde hon tillsammans med sin syster Benedita. Hon led liksom sin äldre syster av psykisk sjukdom under sina sista år.